# Sieben Fußfälle

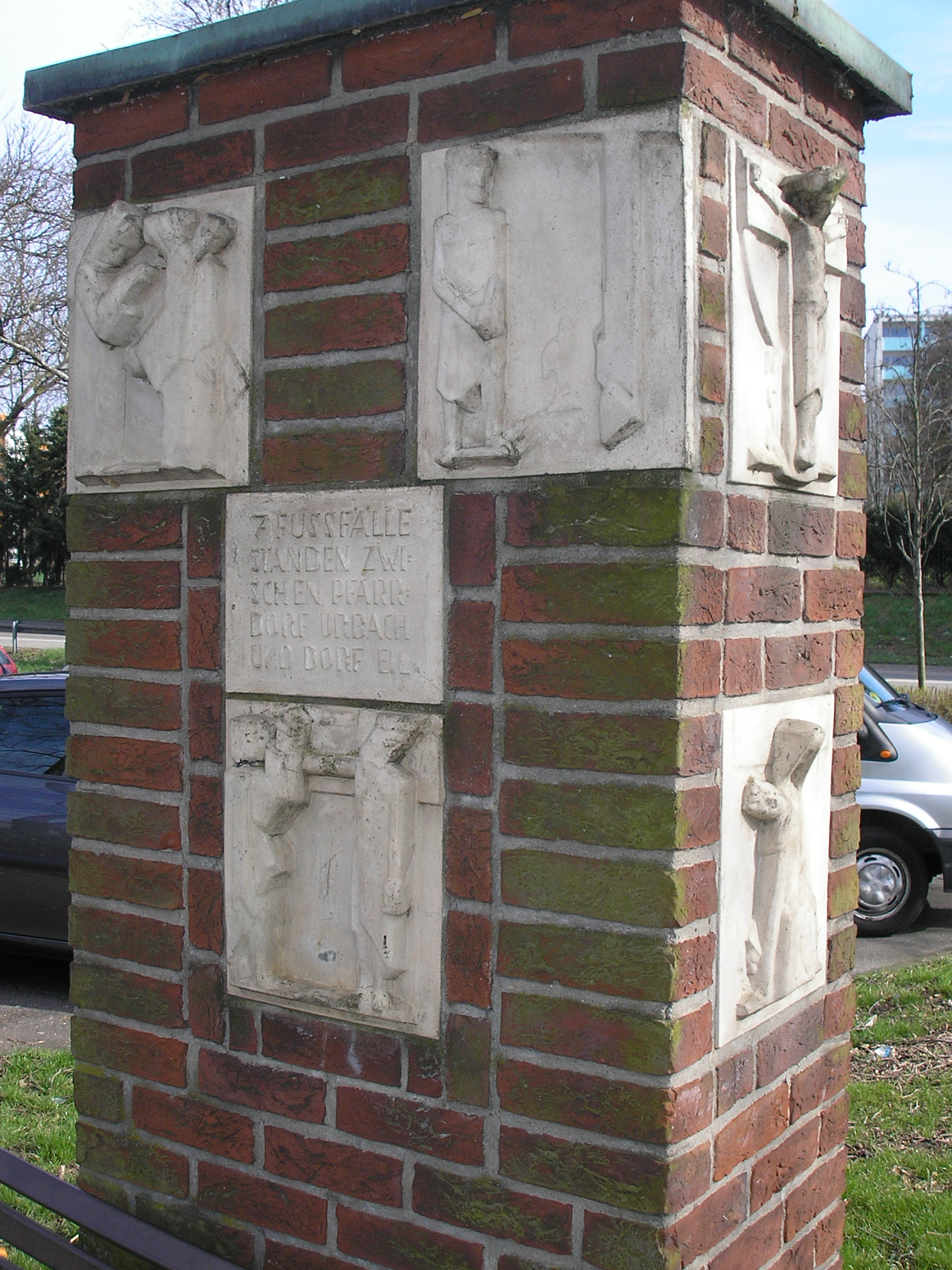
Gedenkstein in Köln-Urbach

Der Gang zu den sieben Fußfällen ist eine in der Barockzeit entstandene Stationenandacht, mit der des Leidens Jesu Christi gedacht wurde. Er ist eine Frühform des Kreuzwegs.

## Herkunft und Brauchtum
Der betende Nachvollzug des Leidensweges Jesu war in Jerusalem schon früh üblich, der Weg und die biblischen oder legendären Stationen daran waren durch Steine und Kapellen gekennzeichnet. Durch Jerusalempilger verbreitete sich diese Andachtsform im späten Mittelalter in Europa. Im deutschen Sprachraum stellte er einen Bittgang durch die Dorfstraßen oder die Flur dar, wobei an sieben Flurkreuzen, Kapellen oder Heiligenhäuschen, den sogenannten Fußfällen, jeweils einer Station des Leidensweges Christi in Jerusalem betend gedacht wurde. Mancherorts haben sich eigens für den Gang gestiftete Bildstöcke, Passionsszenen darstellend, erhalten.
Die Andachtsform wurde im 17. Jahrhundert von den Jesuiten im Rahmen ihrer Wallfahrten gefördert. Durch die verbreiteten Gebetbücher des Kapuziners Martin von Cochem wurden die Sieben Fußfälle zur beliebten Volksandacht.
Seinen Namen erhielt der Bittgang von dem Brauch, an den Stationen jeweils niederzuknien. Die sieben Stationen werden von Liturgiewissenschaftlern mit den sieben Hauptkirchen der Stadt Rom in Verbindung gebracht, in denen in der Karwoche die Stationsgottesdienste gefeiert werden, woraus sich auch der mancherorts übliche Begriff „Römerfahrt“ herleitet. Auch die sieben Horen des kirchlichen Stundengebets hatten demnach Einfluss auf die Siebenzahl. Vergleichbare Andachtsformen, ebenfalls mit steinernen Stationen am Weg, waren die Sieben Stillstände, die Sieben Blutvergießungen Jesu und Stationenwege zu den Sieben Schmerzen Mariens (Via Matris).
Der zurückgelegte Weg war naturgemäß von Dorf zu Dorf verschieden. Unterwegs wurden der schmerzhafte Rosenkranz und vor jeder Station ein Vaterunser gebetet, vor Kreuzen insbesondere das Gebet zum Gedächtnis der fünf Wunden Christi.
Vor allem als Sterbebrauch war der Gang zu den Sieben Fußfällen verbreitet: Meist beteten auf diese Weise sieben Jungfrauen aus der Nachbarschaft vor einem Begräbnis für das Seelenheil des im Sterbehaus aufgebahrten Verstorbenen. Nach dem Bittgang gab es für die Beter Kaffee und Kuchen im Trauerhaus. Eine andere Variante des Brauches ist, dass man die sieben Fußfälle betete, während jemand im Sterben lag. Damit sollte dem Kranken der Tod erleichtert werden.
Besonders an den Freitagen der Fastenzeit wurden die Sieben Fußfälle gegangen. Seit einer Reihe von Jahren wird der Brauch in einigen Pfarrgemeinden im Rheinland wieder gepflegt.

## Die sieben Stationen
Welche Ereignisse des Leidenswegs Jesu für die Stationen ausgewählt wurden, war im Einzelnen unterschiedlich.

### Lübecker Kreuzweg
Der Lübecker Kreuzweg, entstanden um  die Wende vom 15. zum 16. Jahrhundert, hatte die folgenden Stationen:
1. Das Richthaus des Pilatus
2. Kreuzauflegung
3. Simon von Cyrene hilft Jesus, das Kreuz zu tragen.
4. Jesus fällt zum ersten Mal.
5. Jesus fällt zum zweiten Mal.
6. Jesus fällt zum dritten Mal.
7. Jerusalemsberg mit der Kreuzigungsszene.

### Homberg (Efze)
Die Stationen des spätgotischen Sieben-Stationen-Kreuzwegs in Homberg (Efze) sind:
1. Die Geißelung
2. Die Dornenkrönung
3. Die Verurteilung Jesu
4. Veronika reicht Jesus das Schweißtuch.
5. Simon von Cyrene hilft Jesus, das Kreuz zu tragen.
6. Die Kreuztragung
7. Die Kreuzigung auf Golgatha.

### Kalvarienberg bei Schloss Hohenburg
Der Kalvarienberg bei Schloss Hohenburg bzw. Lenggries folgte in seiner ursprünglichen Anlage (1694–1699) ebenfalls dem Schema der Sieben Fußfälle. Er umfasste die folgenden Stationen (in Klammern die Bezeichnungen des Kupferstichs von Michael Wening (1701)):

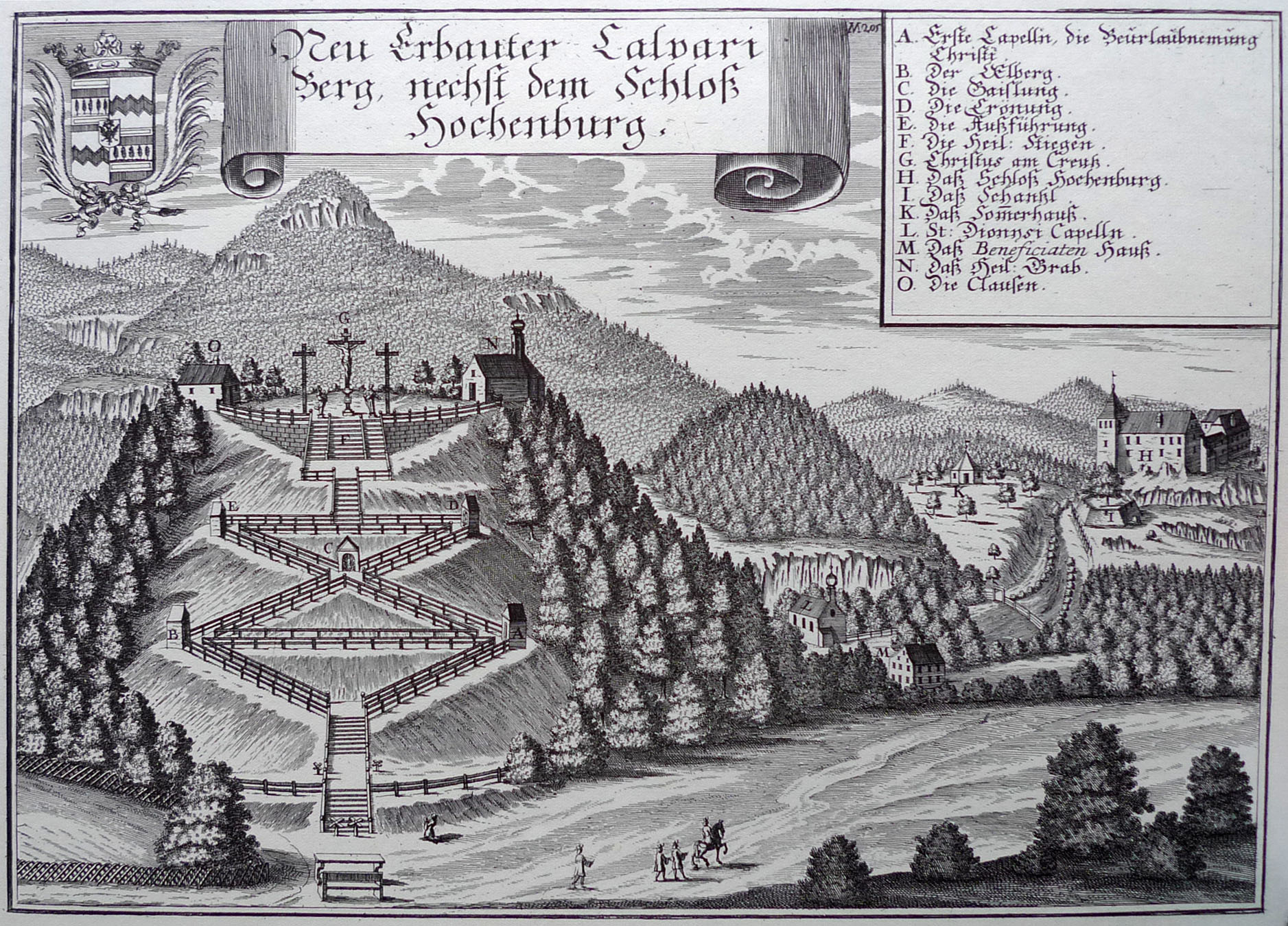
Kalvarienberg in Lenggries

1. Der Abschied Jesu von Maria vor der Passion, auch Christi Urlaubnahme genannt (1. Kapelle am Treppenaufgang, „Erste Capelln, die Beurlaubnemung Christi“)
2. Christus am Ölberg (2. Kapelle am Treppenaufgang, „Der Œlberg“)
3. Geißelung Christi (3. Kapelle am Treppenaufgang, „Die Gaislung“)
4. Dornenkrönung (4. Kapelle am Treppenaufgang, „Die Crönung“)
5. Kreuztragung Christi (5. Kapelle am Treppenaufgang, „Die Außführung“)
 An dieser Stelle folgte – außer der Reihe – die Heilige Stiege („Die Heil: Stiegen“).
6. Kreuzigung Christi (monumentale Kreuzigungsgruppe, als Blickpunkt in der Mitte der Anhöhe, „Christus am Creutz“)
7. Das Heilige Grab (Grabkapelle, seitlich auf der Anhöhe, „Daß Heil: Grab“)

Der Kalvarienberg von Kastelruth (Südtirol), errichtet ab 1675, zeigt die gleiche Abfolge der Stationen.

## Rheinland und Westfalen
Die Delbrücker Kreuztracht verband ursprünglich sieben Kirchen in einer Prozession am Karfreitag. In Gehrden und Pömbsen wird bis heute die Kreuztracht gehalten, ebenfalls in Wiedenbrück.
Einer der wenigen im originalen Zustand erhaltenen Kreuzwege nach Art der Sieben Fußfälle steht in der Ortschaft Altenrüthen und stammt aus dem 17. Jahrhundert. 1659 entstand ein Stationenweg zwischen Münster und Telgte.
Ein Denkmal „Fußfall“ mit näheren Erläuterungen befindet sich in Hochkirchen, ein Kreuzweg der sieben Fußfälle aus den 1930er-Jahren in Voßwinkel. Ebenfalls aus dem 17. Jahrhundert stammen sieben gemalte Fußfälle in der Kirche St. Clemens in Wipperfürth-Wipperfeld. In Altendorf und Ersdorf bei Bonn sind sieben Bildstöcke aus dem 18. Jahrhundert erhalten, die sich allerdings nicht mehr im originalen Zustand befinden. In Stommeln (Rhein-Erft-Kreis) gibt es eine Straße namens „Zu den Fußfällen“; der Name bezieht sich auf ähnliche Stationen in und um Stommeln.
In Kuchenheim bei Euskirchen schuf Conrad-Peter Joist im Juni 2010 die Sieben Fußfälle unter dem Thema „Hände sprechen vom Kreuzweg Jesu Christi“ als Bronzereliefs für die Nischen der Kirchhofmauer an St. Nikolaus.
In Viersen wurde 1781 ein Kreuzweg mit sieben Fußfällen auf dem Weg von der Pfarrkirche St. Remigius zum ehemaligen Kloster St. Pauli – heute entlang der Löhstraße und des Portiunkulawegs – errichtet; seinen Abschluss bildete das vor dem Kloster stehende „Bosch-Heiligenhäuschen“. Der Kreuzweg wurde täglich in der Karwoche von einzelnen Betern begangen und am ersten Sonntag im Oktober in einer  großen Rosenkranz-Prozession von der Pfarrkirche zum Kloster. Außerdem war es üblich, dass die Nachbarn oder Verwandten hier beteten, wenn  jemand im Sterben lag oder gestorben war. Sechs der sieben Stationen mussten schließlich Verkehrsplanungen weichen und waren lange Zeit auf dem alten Kirchhof bei der Remigiuskirche aufgestellt. 1983 konnte der Stationsweg restauriert und wiederhergestellt werden.

## Bayern
Auf dem Weg von Würzburg zur Wallfahrtsbasilika zum heiligen Blut in Walldürn lag seit 1625 ein Stationenweg zwischen der Festung Marienberg und Höchberg, ab 1657 ähnlich auf dem Weg von Aschaffenburg nach Walldürn. Einen Kreuzweg mit sieben Stationen gab es nach 1700 in Großostheim. Blutschwitzungen wurden begangen in Joshofen an der Donau (seit 1656), Spalt (seit 1669) und Günching (seit 1730). Sieben-Stationen-Kreuzwege sind der Nürnberger Kreuzweg, 1506–1508 von Adam Kraft geschaffen, und die 1718 gestifteten sieben Wegkapellen des Kalvarienbergs in Bad Tölz.